# Vilafranca de Bonany
Vilafranca de Bonany (hiszp. Villafranca de Bonany)  – gmina w Hiszpanii, w prowincji Baleary, we wspólnocie autonomicznej Balearów, o powierzchni 23,96 km². W 2011 roku gmina liczyła 2971 mieszkańców.